# Charles Clapp
Charles Elmer Clapp III (født 1. januar 1959 i Providence, Rhode Island, USA) er en amerikansk tidligere roer.
Clapp var med i USA's otter, der vandt sølv ved OL 1984 i Los Angeles. Amerikanerne tabte knebent i finalen til Canada, der tog guldet, mens Australien fik bronze. Den øvrige besætning i amerikanernes båd var Andrew Sudduth, Chip Lubsen, John Terwilliger, Chris Penny, Tom Darling, Fred Borchelt, Bruce Ibbetson og styrmand Bob Jaugstetter. Ved OL 1976 i Montreal var Borchelt med i amerikanernes firer med styrmand, der blev nr. 11.

## OL-medaljer
- 1984:  Sølv i otter